# Steiner Lajos (geofizikus)
Steiner Lajos (Vác, 1871. június 15. – Budatétény, 1944. április 2.) magyar geofizikus, a földmágnesség kutatója, az MTA levelező tagja (1917). Testvére Sajó Aladár hírlapíró.

## Élete
Dr. Steiner Márton és Heiman Emma fia. 1892-ben a budapesti tudományegyetemen matematika–fizika szakból tanári oklevelet, 1893-ban pedig doktori címet szerzett. 1907-ben magántanárrá képesítették és Eötvös Loránd közvetlen munkatársa lett. 1892–1932 között a Meteorológiai és Földmágnességi Intézetben munkatársa, és úttörő munkát végzett a hazai gravitációs és földmágnességi mérések terén. 1927-ben a Meteorológiai Intézet igazgatója lett.
Kutatásainak eredményeit Az Időjárásban, a Természettudományi Közlönyben és külföldön is közölte. Az ő érdeme a korszerű prognózis-szolgálat bevezetése Magyarországon. 1944-ben, a fokozódó zsidóüldözés hatására, az ország német megszállása után két héttel öngyilkos lett.
Házastársa Szabady Erzsébet Katalin (1887–1946) volt. 1924. április 21-én Budapesten kötöttek házasságot.

## Emlékezete
- A Magyar Meteorológiai Társaság 1951-től évente Steiner Lajos-emlékérmet adományoz.

## Művei
- 1908: A Balaton vidékén az 1901. év nyarán végzett földmágnességi mérések eredményei, Budapest
- 1923: A föld mágneses jelenségei, Budapest
- 1931: Az időjárás, Budapest